# Strömören
Strömören är en ö i Finland. Den ligger i Finska viken och i kommunen Raseborg i den ekonomiska regionen  Raseborg i landskapet Nyland, i den södra delen av landet. Ön ligger omkring 76 kilometer väster om Helsingfors.
Öns area är 0,7 hektar och dess största längd är 150 meter i sydväst-nordöstlig riktning.